# شامل كامل
شامل كامل (من مواليد 1 يوليو 1947) هو مهاجم كرة قدم عراقي سابق لعب مع منتخب العراق لكرة القدم في نهائيات كأس آسيا عام 1972، ولعب للمنتخب الوطني بين عامي 1971 و1973.

## إحصائيات

### الأهداف الدولية
| رقم | تاريخ          | مكان                        | الخصم   | نتيجة | حصيلة | منافسة               |
| --- | -------------- | --------------------------- | ------- | ----- | ----- | -------------------- |
| 1.  | 13 ديسمبر 1971 | الملعب الوطني، مدينة الكويت | سيلان   | 3 –0  | 5–0   | تصفيات كأس آسيا 1972 |
| 2.  | 12 يناير 1972  | ملعب الشعب، بغداد           | الجزائر | 1 –0  | 3-1   | كأس فلسطين 1972      |
| 3.  | 12 يناير 1972  | ملعب الشعب، بغداد           | الجزائر | 3-1   | 3-1   | كأس فلسطين 1972      |